# Yuri Ribeiro
Yuri Oliveira Ribeiro (Vieira do Minho, 24 gennaio 1997) è un calciatore portoghese, difensore del Blackburn.

## Caratteristiche tecniche
È un terzino sinistro. È dotato di un’ottima condizione fisica ed è in grado di giocare anche come difensore centrale nella difesa a 3.

## Carriera

### Club
Cresciuto nelle giovanili del Benfica, ha esordito con la seconda squadra il 24 maggio 2015 nel match vinto 2-0 contro il Vitória Guimarães B. Non trova molto spazio in prima squadra squadra, vista anche la presenza di Grimaldo sulla fascia sinistra. Viene ceduto in prestito al Rio Ave, dove trova costanza e continuità. 
L'8 luglio 2019 viene ceduto definitivamente al Nottingham Forest, club della seconda divisione inglese.
Il 23 agosto 2021 viene ceduto al Legia Varsavia.
Passa poi al Braga dove in sei mesi colleziona 9 presenze, per poi passare a titolo gratuito agli inglesi dei Blackburn Rovers.

### Nazionale
Nel 2017 ha partecipato con la nazionale Under-20 portoghese al mondiale di categoria.

## Statistiche

### Presenze e reti nei club
Statistiche aggiornate al 3 giugno 2017.
| Stagione        | Squadra         | Campionato      | Campionato | Campionato | Coppe nazionali | Coppe nazionali | Coppe nazionali | Coppe continentali | Coppe continentali | Coppe continentali | Altre coppe | Altre coppe | Altre coppe | Totale | Totale |
| Stagione        | Squadra         | Comp            | Pres       | Reti       | Comp            | Pres            | Reti            | Comp               | Pres               | Reti               | Comp        | Pres        | Reti        | Pres   | Reti   |
| --------------- | --------------- | --------------- | ---------- | ---------- | --------------- | --------------- | --------------- | ------------------ | ------------------ | ------------------ | ----------- | ----------- | ----------- | ------ | ------ |
| 2014-2015       | Benfica B       | SL              | 1          | 0          |                 | -               | -               |                    | -                  | -                  |             | -           | -           | 1      | 0      |
| 2015-2016       | Benfica B       | SL              | 16         | 0          |                 | -               | -               |                    | -                  | -                  |             | -           | -           | 16     | 0      |
| 2016-2017       | Benfica B       | SL              | 30         | 0          |                 | -               | -               |                    | -                  | -                  |             | -           | -           | 30     | 0      |
| 2016-2017       | Benfica         | PL              | 0          | 0          | CP+CdL          | 1+1             | 0               | UCL                | 0                  | 0                  | SC          | 0           | 0           | 2      | 0      |
| 2017-2018       | Rio Ave         | PL              | 25         | 1          | CP+CdL          | 3+1             | 0               |                    | 0+0                | -                  |             | -           | -           | 29     | 1      |
| 2018-2019       | Benfica         | PL              | 0          | 0          | CP+CdL          | 2+3             | 0               | UCL+UEL            | 2                  | 0                  | -           | -           | -           | 7      | 0      |
| Totale carriera | Totale carriera | Totale carriera | 72         | 1          |                 | 11              | 0               |                    | 2                  | 0                  |             | -           | -           | 85     | 1      |

## Palmarès
- Coppa di Lega portoghese: 1

Benfica: 2016-2017
- Campionato portoghese: 1

Benfica: 2018-2019
- Coppa di Polonia: 1

Legia Varsavia: 2022-2023
- Supercoppa di Polonia: 1

Legia Varsavia: 2023